# Gawriil Adrianowitsch Tichow
Gawriil Adrianowitsch Tichow (russisch Гавриил Адрианович Тихов; * 19. Apriljul. / 1. Mai 1875greg. in Smolewitschi, Gouvernement Minsk; † 25. Januar 1960 in Alma-Ata) war ein russischer Astronom, Astrophysiker und Hochschullehrer.

## Leben
Tichows Vater war Eisenbahnangestellter, so dass die Familie häufig umzog. Tichows Gymnasiumsbesuch begann in Pawlodar und endete in Simferopol. Bereits als Schüler musste er als Nachhilfelehrer arbeiten.
Im Herbst 1893 wurde Tichow zum Studium in die mathematische Abteilung der physikalisch-mathematischen Fakultät der Universität Moskau (MGU) aufgenommen. Er besuchte den astronomischen Turm auf dem Gebäude der Optik-Firma F. Schwabe am Moskauer Kusnezki Most, in dem der Assistent des Krasnopresnenskaja-Observatoriums der MGU Konstantin Dorimedontowitsch Pokrowski Einführungsvorträge hielt. In den Ferien baute sich Tichow in Smolewitschi ein kleines Observatorium, in dem er ein Teleskop mit einem 51-Millimeter-Objektiv der Firma Reinfelder & Hertel aufstellte. Im zweiten Studienkurs gehörte er zu den Studenten, die von Witold Karlowitsch Zeraski ins Universitätsobservatorium eingeladen wurden. Im Sommer 1895 interessierte er sich für Botanik und las unter anderem Kliment Arkadjewitsch Timirjasews Pflanzenleben. In seinem dritten Studienkurs wandte er sich der Astrophysik zu, insbesondere den Spektren der Doppelsterne. Sein Lehrer war Aristarch Apollonowitsch Belopolski. Tichows erste wissenschaftliche Arbeit übersetzte Belopolski ins Französische und erschien in einer italienischen Zeitschrift.
Als Tichow 1897 sein Studium abschloss, wurde er eingeladen, im Gouvernement Smolensk die junge Ljudmila Jewgrafowna Popowa, die Ärztin werden wollte, auf die Abschlussprüfung eines russischen Jungengymnasiums vorzubereiten, denn dies war die Voraussetzung für ein Medizinstudium in der Schweiz (Frauen durften an russischen Universitäten nicht studieren). Im April 1898 heirateten sie und gingen zunächst nach Paris, wo Tichow an der Universität von Paris studierte, während seine Frau an der Universität Bern ihr Medizinstudium begann. Gleichzeitig arbeitete Tichow 1898–1900 als Praktikant im Pariser Observatorium in Meudon bei Jules Janssen. Im November 1899 nahm Tichow mit französischen Astrophysikern an einem Ballonflug des Aeronautikers Henry de La Vaulx zur Beobachtung der Leoniden teil. Nach seiner Rückkehr nach Moskau wurde er zum Magister promoviert und unterrichtete Mathematik ab 1902 am 6. Moskauer Gymnasium und ab 1903 an der Montanhochschule in Jekaterinoslaw.

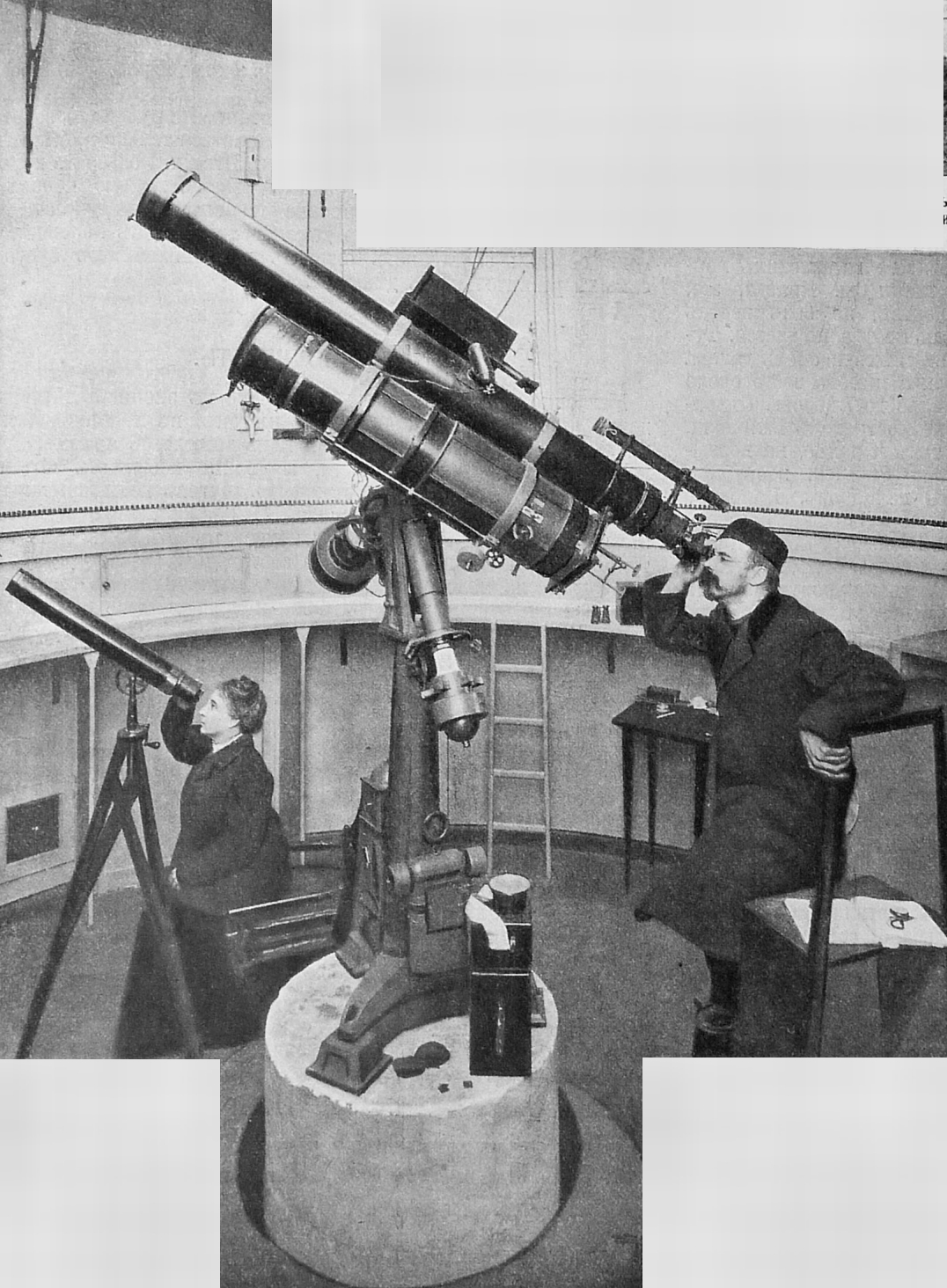
Tichow und seine Frau im Pulkowo-Observatorium (1912)

1906 wurde Tichow außerplanmäßiger Adjunktastronom am Pulkowo-Observatorium. Im Mittelpunkt der wissenschaftlichen Arbeit Tichows standen die Photometrie und Farbmetrik der Sterne und Planeten sowie die Optik der Atmosphären. Er untersuchte die Veränderungen in den Spektren von Doppelsternen (1898) und Veränderlichen Sternen (1908), um die Lichtdispersion des Interstellaren Mediums zu bestimmen. Unabhängig von Charles Nordman entdeckte er die Phasenverzögerung im kurzwelligen Teil der Spektren der Veränderlichen Sterne (Tichow-Nordman-Effekt). Tichow war einer der ersten Anwender der Filtertechnik in der Astronomie. Mit dem 30-Zoll-Teleskop des Pulkowo-Observatoriums machte er 1909 während der Marsopposition fotografische Aufnahmen des Mars in unterschiedlichen Spektralbereichen. Die unterschiedliche Ausdehnung und Helligkeit der Polkappen auf diesen Aufnahmen deutete er als Effekt der Marsatmosphäre. Es folgten farbmetrische Untersuchungen des Saturn (1909, 1911). Als sich die astronomische Sektion der Russischen Gesellschaft der Freunde der Universumkunde bildete, wurde Tichow 1912 ihr Vorsitzender. Aufgrund seiner Untersuchungen des Erdscheins auf dem Mond stellte er 1914 als Erster fest, dass die Erde im Universum als blauer Planet erscheine. 1915 schlug er eine schnelle Methode zur näherungsweisen Charakterisierung der Spektren von Sternen durch Benutzung eines Objektivs mit starker Chromatischer Aberration vor.
Tichow war ein Gegner der Vorstellung, dass komplexes biologisches Leben nur auf der Erde existiere (Rare-Earth-Hypothese). Ausgehend von seinen Marsuntersuchungen 1909 und entsprechenden Beobachtungen der Venus suchte er nach Beweisen für die Existenz von Pflanzen auf diesen Planeten. Dazu führte er umfangreiche Untersuchungen des Reflexionsvermögens von Pflanzen unter unterschiedlichsten klimatischen Bedingungen durch. Er vermutete eine blaue Vegetation auf dem Mars und eine gelb-orange Vegetation auf der Venus. Seine Studien im Grenzbereich zwischen Astronomie und Botanik hielt er für den Beginn einer neuen Wissenschaft, die er Astrobotanik nannte.
1917, als es zur Februarrevolution kam, wurde Tichow zur Armee eingezogen und diente in der Zentralen Aeronautikstation der Militärschule für Piloten und Beobachter bei Kiew, wo auch Pjotr Nikolajewitsch Nesterow diente.
Nach der Oktoberrevolution lehrte Tichow 1919–1931 Astrophysik an der Universität Petrograd bzw. Leningrad. Eine Mitarbeiterin war  Nina Staude. Daneben organisierte er 1919 das astrophysikalische Laboratorium im Lesgaft-Institut in Petrograd und leitete es bis 1941. Seine farbmetrischen Untersuchungen führte er fort, so 1922 am Uranus und Neptun. 1927 wurde er zum Korrespondierenden Mitglied der Akademie der Wissenschaften der UdSSR (AN-SSSR, seit 1991 Russische Akademie der Wissenschaften (RAN)) gewählt. 1930 gründete er das Leningrader Aerophotometrie-Laboratorium des Staatlichen Instituts für Geodäsie und Kartografie in Moskau.
Während der Säuberung der AN-SSSR mit Verlegung der AN-SSSR von Leningrad nach Moskau (Akademie-Affäre) wurde 1930 auch Tichow verhaftet und verbrachte einige Monate im Gefängnis.
Tichow gehörte zu den Pionieren der Theorie des Gravitationslinseneffekts. 1937 entwickelte er unabhängig von Albert Einstein eine Formel für den Verstärkungseffekt einer Gravitationslinse für Lichtquellen mit endlicher Winkelausdehnung. Tichow veröffentlichte 1937 und 1951 Farbkatologe von 18.000 Sternen in ausgewählten Bereichen Jacobus C. Kapteyns. Das Pulkowo-Observatorium plante eine Expedition nach Alma-Ata zur Beobachtung der totalen Sonnenfinsternis im Juli 1941. Infolge des begonnenen Deutsch-Sowjetischen Krieges wurde aus der Expedition die Evakuierung des Observatoriums nach Alma-Ata. Tichow kam am 21. August 1941 in Alma-Ata an und gründete zusammen mit Qanysch Sätbajew, Wassili Grigorjewitsch Fessenkow und anderen 1941 in Alma-Ata das Institut für Astronomie und Physik, das 1950 in das Institut für Physik und das Institut für Astrophysik der 1946 gegründeten Akademie der Wissenschaften der Kasachischen SSR aufgeteilt wurde. 1947 kam das astronomische Observatorium in Kamenskoje Plato bei Alma-Ata hinzu, in dem 1948 Tichow die selbständige Abteilung für Astrobotanik einrichtete und dann leitete.
Tichows Namen tragen der Mondkrater Tikhov, der Marskrater Tikhov, der Kleinplanet (2251) Tikhov und eine Straße in Alma-Ata.

## Ehrungen, Preise
- Orden des Roten Banners der Arbeit (1945)
- Leninorden (1953)[4]
- Preis der Académie des sciences
- Preis der Russischen Astronomischen Gesellschaft (zweimal)